# Callipelis deserticola
Genre
Espèce
Callipelis deserticola, unique représentant du genre Callipelis, est une espèce d'araignées aranéomorphes de la famille des Gnaphosidae.

## Distribution
Cette espèce est endémique d'Iran. Elle se rencontre dans les provinces du Khorassan méridional, de Yazd et de Semnan.

## Description
Le mâle holotype mesure 4,10 mm.
La femelle décrite par Zamani, Chatzaki, Esyunin et Marusik en 2021 mesure 5,35 mm.

## Étymologie
Le genre Callipelis est un anagramme de Callilepis.
Le nom d'espèce deserticola signifie "qui vit dans le désert" en référence à son habitat naturel.

## Publication originale
- Zamani & Marusik, 2017 : « Six new species of spiders (Arachnida: Araneae) from Iran. » Oriental Insects, vol. 51, no 4, p. 313-329.